# Bildu (2011)
Bildu («Reunir(se)» en euskera) fue una coalición electoral de ideología independentista vasca y perteneciente al denominado polo soberanista, conformada por los partidos políticos Eusko Alkartasuna y Alternatiba, las agrupaciones Herritarron Garaia y Araba Bai, y otros independientes abertzales y de izquierda. Sus componentes afirmaron su voluntad de continuar el proyecto de coalición más allá de las elecciones locales de 2011, materializándose en las coaliciones Amaiur, para las elecciones generales de ese año en las que se sumó Aralar; y Euskal Herria Bildu, para las elecciones al Parlamento Vasco de 2012, a las que se sumó el partido Sortu.
Bildu presentó candidaturas en diversos procesos electorales que se celebraron en mayo de 2011 en España, como son las elecciones autonómicas al Parlamento de Navarra, las elecciones forales a las Juntas Generales de Álava, de Guipúzcoa y de Vizcaya, y las elecciones municipales en el País Vasco, Navarra y el enclave de Treviño (Burgos).

## Historia

### Creación
Eusko Alkartasuna y Alternatiba configuraron una coalición electoral para concurrir a las elecciones municipales, a las Juntas Generales del País Vasco y al Parlamento de Navarra de 2011 con el objetivo de aglutinar el voto soberanista y de izquierdas. Asimismo, junto a otros independientes, en Bildu también participaban el colectivo navarro Herritarron Garaia y Araba Bai, escisión alavesa de Aralar.
Se quedaron fuera del acuerdo las localidades de Deva, Musques, Santesteban y Echalar, donde EA se presentaba en solitario; en Deva además Alternatiba también se presentaba en solitario. En Castilla y León, Bildu presentó lista en las elecciones municipales del Condado de Treviño.
Según la Junta Electoral Central el nombre oficial de la coalición era Bildu-EA-Alternatiba.

### Precedentes
Las organizaciones políticas que conformaron la coalición (Eusko Alkartasuna y Alternatiba) habían ido perfilando con el paso del tiempo una apuesta por la aglutinación de fuerzas soberanistas, línea que también siguió la Izquierda Abertzale (nombre con el que se ha tendido a denominar al sector de dicha ideología afín a la ilegalizada Batasuna y sus posteriores marcas electorales). De esta forma, en junio de 2010 tuvo lugar en el Palacio Euskalduna la firma del Acuerdo estratégico entre Eusko Alkartasuna y la izquierda abertzale, al que siguió el acuerdo Euskal Herria ezkerretik ('Euskal Herria desde la izquierda') el 16 de enero de 2011, que también fue suscrito por Alternatiba.
Algunos medios afirmaron que los firmantes de este último acuerdo decidieron una estrategia conjunta en caso de que no se permitiese la inscripción de Sortu (nuevo partido de la izquierda abertzale) en el registro de partidos políticos. Sin embargo, lo único que los promotores de Bildu confirmaron fue que esperaban la integración de Sortu en la coalición solo en caso de que este fuera legalizado.
El 30 de octubre de 2010 Alternatiba celebró su primera Asamblea Nacional, en la que apostaron por la confluencia estratégica de los partidos soberanistas de izquierdas que firmaron el Acuerdo de Gernika. Dos semanas después, la izquierda abertzale ilegalizada hizo un ofrecimiento a EA y Aralar para concurrir juntos a las elecciones de Navarra que, tras ser rechazado por Aralar, amplió al conjunto de «agentes políticos e independientes» de Nafarroa Bai. Este ofrecimiento no solo no fue aceptado, sino que finalmente propició la expulsión de EA, al negarse esta formación a romper su acuerdo estratégico independentista; lo que, unido al abandono previo de Batzarre, supuso la nueva coalición Nafarroa Bai 2011 integrada por Aralar, PNV y algunos independientes.
A finales de marzo de 2011, EA anunció que en Navarra se presentaría a las elecciones forales y municipales en una nueva coalición formada con la plataforma ciudadana de izquierda abertzale Herritarron Garaia, mientras que en el País Vasco llegó a un acuerdo electoral con Alternatiba.

### Reacción ante el tiroteo entre ETA y la Gendarmería
El 9 de abril de 2011 tuvo lugar un tiroteo entre dos miembros de ETA y la Gendarmería francesa en el que resultó herido un gendarme, siendo detenidos posteriormente ambos terroristas; ante este acontecimiento, Bildu manifestó su rechazo al tiroteo, tachándolo de un incidente que no rompía el alto el fuego decretado por ETA en septiembre de 2010.
Coincidiendo con la precampaña electoral, la utilización del término incidente le valió a Bildu la crítica tanto del Gobierno de España como del Gobierno Vasco y de los partidos políticos PP, UPyD y PNV. Bildu censuró dichas críticas y se reafirmó en sus anteriores declaraciones de rechazo al terrorismo.

### Acusaciones e impugnación de candidaturas
Desde antes de su creación, se especuló desde algunos partidos políticos, parte de la prensa española, Fuerzas y Cuerpos de Seguridad, la Abogacía General del Estado y la Fiscalía General, con que Bildu sería la forma en que la izquierda abertzale ilegalizada intentaría introducir a sus militantes en las elecciones. Se basaban, por un lado, en que la izquierda abertzale anteriormente representada por Batasuna se encontraría huérfana organizativamente tras la ilegalización de dicha formación por su relación con la banda terrorista ETA y la negativa por parte del Tribunal Supremo de permitir la inscripción de Sortu como partido legal al considerarlo una continuación de ésta; y, por otro, en la existencia de un acuerdo estratégico entre Eusko Alkartasuna y la izquierda abertzale. Según esto, la inclusión de dicho sector se haría a través de candidatos independientes que no hubieran colaborado con marcas electorales ilegalizadas, dentro de la coalición de partidos (EA y Alternatiba), acusando a Bildu de ser un «Plan B» de Batasuna.
Dicha acusación fue negada por parte de los miembros de Bildu, que alegaron que la coalición ya estaba prevista antes incluso que la presentación de los estatutos de Sortu, por lo que en caso de que este hubiera sido legalizado simplemente se hubiera integrado en la coalición. Por otra parte, Bildu exigió a todos los candidatos de sus listas a firmar personalmente un decálogo de conducta elaborado por la coalición que «lleva[ba] aparejado la oposición, por todos los medios que legítimamente tenga a su alcance, a cualquier acto o actividad que suponga agresión o violación de cualquier derecho humano y al uso de la violencia para lograr objetivos políticos», y que fue remitido a las juntas electorales acompañando a la documentación requerida en cada caso.

#### Impugnación y anulación
Tanto el Ministerio del Interior como la Abogacía General del Estado anunciaron que vigilarían las listas electorales de Bildu por si se confirmaban sus sospechas y, finalmente, el Gobierno de España autorizó a la Abogacía del Estado «a recurrir las candidaturas de Bildu en la medida que estime que eso debe hacerse». Así, una vía fue investigar cada una de sus listas por si en ellas figuraban personas relacionadas con Batasuna u otras candidaturas ilegalizadas, ya que según la Policía Nacional, en el acta fundacional de Bildu se hablaba reiteradamente de tres partidos participantes (Eusko Alkartasuna, Alternatiba y un tercero que, según las fuentes policiales, sería Batasuna); y otra vía consistió en basarse en los documentos internos incautados a ETA, como la directiva de ETA de diciembre de 2008 Herri Antolatuaren Estrategia Independentista Baterantz ('Hacia la organización de una estrategia de independentista popular'), en la que se consideraba adecuado un acercamiento a Eusko Alkartasuna por parte de Batasuna. Este acercamiento, sin embargo, no llegó a materializarse en las elecciones europeas de 2009, por lo que la dirección de ETA abroncó a la dirección de Batasuna por haber pedido el voto para Iniciativa Internacionalista, en vez de buscar un acuerdo con EA «en una unión de fuerzas a favor de la independencia», según constaría en un documento interno de ETA de junio de 2009.
A finales de abril de 2011 se anunció que el informe elaborado por la Policía Nacional para la Abogacía del Estado y la Fiscalía General llegaba a las conclusiones de que tanto Bildu como sus listas estaban impulsadas por Batasuna y diseñadas por ETA. Dicho informe se basaba en documentos incautados a la banda terrorista en los que, fijando como modelo la coalición Euskal Herria Bai y partiendo de la legalidad de Sortu (luego truncada), ETA presuntamente impulsaría la alianza de los partidos independentistas y de izquierdas (excluyendo a PNV y Aralar), controlando externamente sus listas electorales por personas relacionadas con Batasuna y declarando el alto el fuego de la banda para favorecer dicha estrategia. Asimismo, según dicho informe, Batasuna se habría reunido con Eusko Alkartasuna y Alternatiba para confeccionar las listas electorales, incluso presionando a algunos candidatos para que participasen en ellas, especialmente en el caso de Navarra. Por su parte, la Guardia Civil en su propio informe, además de los documentos incautados hasta el momento a ETA, también aportó como pruebas grabaciones telefónicas de antiguos dirigentes de Batasuna. En estos informes policiales se señalaba que el origen de la plataforma Herritarron Garaia, integrada en Bildu en Navarra, estaría en las plataformas Hamaika Bil Gaitezen ('Juntémonos muchos'), creada en febrero de 2010 y entre cuyos promotores se encontraban antiguos candidatos de Herri Batasuna, Euskal Herritarrok y Abertzale Sozialisten Batasuna, y Ezker Soberanista Erakitzen ('Construyendo la izquierda soberanista'), promovida por EA en noviembre de 2009; por lo que la Policía estimó que en esta comunidad foral el pacto realmente se produjo entre Batasuna y EA.
Con motivo del Aberri Eguna de 2011 Bildu participó en un acto organizado por la asociación Independentistak al cual también asistieron antiguos miembros de Batasuna y otras personalidades de la izquierda abertzale, lo que fue tachado por el dirigente del PNV Iñigo Urkullu como una torpeza por parte de la coalición.
El 26 de abril de 2011 fue adelantado por Federico Trillo, portavoz de justicia del Partido Popular, y confirmado por el vicepresidente del Gobierno Alfredo Pérez Rubalcaba que los informes policiales sobre Bildu consideraban que esta estaría «en la estrategia de ETA» y que, entre sus candidaturas, habría personas vinculadas a Batasuna (en 40 listas del País Vasco, según la Ertzaintza, y en 95 en el conjunto de País Vasco y Navarra, según la Guardia Civil). Así, el Ministerio Fiscal y la Abogacía del Estado presentaron sendos recursos para impugnar las listas de Bildu y de una treintena de agrupaciones de electores por considerarlas un instrumento de ETA para estar en las instituciones.
Desde el Partido Nacionalista Vasco, su presidente Iñigo Urkullu advirtió el 29 de abril de 2011 que el apoyo de su partido al Gobierno y a los Presupuestos Generales del Estado de 2012 estaría condicionado por la impugnación o no de las listas de Bildu. Igualmente, Aralar y el Ararteko (el Defensor del Pueblo en el País Vasco) también se mostraron favorables a la presencia de Bildu en las elecciones. El ex lehendakari y ex presidente de EA Carlos Garaikoetxea advirtió que en caso de excluirse a Bildu la formación acudiría a los Tribunales Europeos con el fin de que se declaran nulas las elecciones.
El 1 de mayo la sala 61 del Tribunal Supremo falló a favor (por nueve votos a seis) de las impugnaciones presentadas por la Abogacía del Estado y el Ministerio Fiscal, anulando así todas las candidaturas presentadas por la coalición Bildu, así como otras diez agrupaciones electorales, al estimar que éstas se enmarcarían dentro de un proyecto «gestionado, dirigido, coordinado y articulado por el complejo ETA-Batasuna».

#### Reacciones
Tras el fallo, el vicepresidente del Gobierno Alfredo Pérez Rubalcaba manifestó que la sentencia probaba que Bildu no había roto con ETA. Igualmente el presidente del Congreso, José Bono, defendió la decisión del Supremo. Tanto PSOE como Partido Popular, Unión del Pueblo Navarro y Unión Progreso y Democracia mostraron su satisfacción por la sentencia, así como la Asociación Víctimas del Terrorismo y otras asociaciones de víctimas. Del mismo modo el Gobierno de Navarra afirmó compartir políticamente el pronunciamiento del Tribunal Supremo, mientras el Gobierno Vasco se limitó a manifestar que respetaba y acataba la sentencia del Tribunal «sin más consideraciones sobre su oportunidad». El lehendakari Patxi López afirmó: «Tengo el convencimiento y la seguridad de que ni EA ni Alternatiba ni están al servicio ni forman parte de la estrategia de ETA».
Por su parte, manifestaron su disconformidad con dicha sentencia Izquierda Unida, Partido de los Socialistas de Cataluña, Convergència i Unió, Iniciativa per Catalunya Verds, Solidaritat Catalana per la Independència, Esquerra Republicana de Catalunya, Bloque Nacionalista Galego, Bloque Independentista de Cuchas, Partido Nacionalista Vasco, Nafarroa Bai, Aralar, Izquierda-Ezkerra, Hamaikabat, Ezker Batua-Berdeak, la Coordinadora Verde, el líder de Equo Juan López de Uralde, y los sindicatos Comisiones Obreras de Euskadi, ELA, LAB, ESK, EHNE, Hiru y STEE-EILAS, así como Lokarri, el Ararteko (Defensor del Pueblo) y el Parlamento de Cataluña.
El 2 de mayo de 2011 el PNV, como había advertido anteriormente, anunció que suspendía todo su apoyo al Gobierno, considerando además de extrema gravedad la suspensión de las listas de Bildu.
Por su parte los portavoces de Bildu afirmaron que «decir que formamos parte de la estrategia de ETA es un absurdo y un sinsentido» así como la impugnación de sus listas «es una aberración jurídica, política y democrática que sólo se entiende desde la debilidad del PSOE frente a las presiones del PP».
El 4 de mayo el secretario general del PSOE en el Congreso Eduardo Madina manifestó esperar una noticia agradable del Tribunal Constitucional respecto a Bildu sumándose a otras voces dentro del partido favorables a su legalidad, como el alcalde de San Sebastián Odón Elorza, Txiki Benegas, Jesús Eguiguren, Patxi Lazcoz o la consejera del Gobierno Vasco Gemma Zabaleta.

### Revocación de la anulación por el Tribunal Constitucional
Tras la sentencia del Tribunal Supremo la coalición la recurrió al Tribunal Constitucional. Además intentó recusar al magistrado Francisco José Hernando al haber ejercido de presidente del Tribunal Supremo durante las ilegalizaciones de candidaturas electorales que fueron relacionadas con ETA, pero esta recusación fue rechazada.
En su recurso Bildu alegó que la sentencia del Tribunal Supremo privaba a la coalición del derecho colectivo de participación política de las dos formaciones legales que la integran; que se privaba también del derecho individual de sufragio activo al sector del electorado que deseara votar a esa opción y también negaba el ejercicio del derecho individual de sufragio pasivo "no solamente a quienes sean independientes de ambas formaciones políticas, sino también a los de las formaciones políticas legales". Además, alegó que suponía la vulneración de la libertad ideológica, garantizada en la Constitución en el artículo 16; el derecho a difundir y expresar libremente los pensamientos, ideas y opiniones; así como los derechos de libertad de expresión y de reunión y asociación recogidos en el Convenio Europeo de Derechos Humanos.
Los representantes de Bildu afirmaban en su recurso que, aunque se entienda acreditada la condición de ETA-Batasuna de defraudar la sentencia que ilegalizó en 2003, "no se ha acreditado su materialización en Bildu", es decir, que no se ha culminado "en la articulación de unas candidaturas instrumentalizadas al servicio de los intereses electorales de los partidos políticos ilegalizados". También reconocían en su escrito que, sobre la base de los documentos incautados y analizados, "puede razonablemente deducirse que, en efecto, ETA-Batasuna concede cierta relevancia a los procesos electorales, y que pretende servirse de algún modo de esa oportunidad para sus fines, e incluso que persistían en ese planteamiento con vistas al proceso electoral"; sin embargo, eso "no presupone la existencia de concertación alguna entre ETA-Batasuna y los partidos integrados en la coalición Bildu, cuya instrumentalización a tal fin por aquellos es una conclusión que no puede alcanzarse, sobre esa base, del modo que constitucionalmente es exigible para delimitar el derecho de participación política que está en juego". Asimismo, insistían en que "no se ha probado" que por parte de la coalición se hayan asumido "los métodos violentos como instrumento de actuación en la vida pública".
La víspera del debate en el Tribunal, la Guardia Civil presentó un informe sobre unas actas incautadas en 2009 de presuntas reuniones entre EA y ETA de cara a planificar la estrategia electoral en anteriores procesos en los que la colaboración no llegó a consumarse, incluso con la presencia del ex lehendakari Carlos Garaikoetxea en las mismas, lo que fue inmediatamente desmentido desde EA, que anunció medidas legales contra las injurias vertidas, siendo calificado por Garaikoetxea como "farsa policial" y "mentira infame y maniobra escandalosa" elaborada para condicionar la opinión pública en contra de EA. El propio Tribunal Constitucional negó que dicho documento tuviera valor probatorio alguno.
El 5 de mayo de 2011, tras no llegar a un desempate la Sala Segunda del Tribunal Constitucional, el recurso fue debatido en el Pleno de este, el cual decidió que Bildu concurriera a los comicios. Votaron a favor de esta resolución los magistrados Pascual Sala Sánchez, Eugeni Gay Montalvo, Elisa Pérez Vera, Pablo Pérez Tremps, Luis Ignacio Ortega Álvarez y Adela Asúa Batarrita; y anunciaron voto particular en contra Javier Delgado Barrio, Ramón Rodríguez Arribas, Manuel Aragón Reyes, Francisco José Hernando Santiago y Francisco Pérez de los Cobos Orihuel.
Según el Tribunal Constitucional, el Supremo vulneró el derecho a la participación política de la coalición, consagrado en el artículo 23 de la Constitución. Los argumentos empleados fueron similares a los que esgrimieron en su voto particular los seis magistrados que discreparon de la mayoría en el Tribunal Supremo. Según estos magistrados, el pacto soberanista que culminó en Bildu surgió de la propia Eusko Alkartasuna y solo se consumó porque la izquierda abertzale, tras un debate de cinco meses, rechazó la violencia terrorista.
En este sentido, el Tribunal Constitucional establecía en esta sentencia una diferenciación entre la formación Batasuna ilegalizada en 2003 y la izquierda abertzale, y afirmaba que "la izquierda abertzale como expresión ideológica no ha sido proscrita de nuestro ordenamiento ni podría llegar a serlo". Además, explicaba que "la disolución de un partido político no comporta la privación del derecho de sufragio, activo o pasivo, de quienes fueron sus promotores, dirigentes o afiliados" y que "la simple sospecha no puede constituirse en argumento jurídicamente aceptable para excluir a nadie del pleno ejercicio de su derecho fundamental de participación política". La sentencia también afirmaba que "la pretensión de asegurar a ultranza, mediante controles preventivos, la seguridad del Estado constitucional pone muy en riesgo al propio Estado constitucional", porque se trata de una pretensión "desproporcionada a la vista de la panoplia de instrumentos de control a posteriori de que se ha dotado, mediante las últimas reformas legales, nuestro ordenamiento"; y destaca la "insuficiente entidad probatoria de los indicios manejados por el Supremo para poder justificar el sacrificio de los derechos fundamentales de participación política en términos de igualdad y libre defensa y promoción de la propia ideología".

#### Reacciones
Tras conocer la sentencia el PNV restableció su relación con el Gobierno. Desde Izquierda Unida se consideró que el Tribunal Constitucional había hecho "bien las cosas" al permitir al independentismo no violento presentarse a estos comicios preservando el derecho a la participación política, y que se trataba de un paso más para consolidar "esta democracia tan débil". De igual modo manifestaron su satisfacción los representantes de los partidos que anteriormente habían criticado la sentencia del Supremo, como CiU, ERC e ICV, entre otros.
El Gobierno de España emitió un comunicado en el que afirmaba acatar y respetar la decisión del Tribunal Constitucional pues "es competencia de los tribunales determinar la legalidad de las candidaturas electorales". El Presidente del Congreso, José Bono, señaló a título personal que, aunque la aceptaba, le "gustaba más la sentencia del Tribunal Supremo sobre Bildu". El Gobierno de Navarra también acató la decisión del Constitucional, pero la consideró que era un "retroceso" y un "balón de oxígeno para ETA".
Por otro lado, el Partido Popular rechazó esta sentencia judicial advirtiendo que estarían "vigilantes" para sacar de las instituciones "como sea" a los representantes de dicha coalición. Igualmente, desde UPyD se calificó la decisión del Constitucional de "despropósito" y "grave equivocación", llegando a calificar de "testaferros de ETA" a los candidatos de Bildu. Maite Pagazaurtundua, presidenta de la Fundación Víctimas del Terrorismo, afirmó sentirse preocupada y criticó el poder de los partidos políticos en instituciones como el Tribunal Constitucional.
Por su parte, el presidente del Tribunal Constitucional, Pascual Sala, reivindicó la independencia judicial respecto a los partidos políticos como algo incuestionable y afirmó que dudar de ella era un ataque a la honradez de los jueces.
El Congreso de los Diputados rechazó una propuesta presentada por PP, UPyD y UPN que planteaba "extremar" la vigilancia sobre Bildu y apoyó una propuesta del PSOE que demandaba respeto a "las últimas decisiones de las más altas instancias jurisdiccionales".

### Normalización
Tras la consolidación de Bildu en el panorama político, se empezó a normalizar la presencia de la formación abertzale en las instituciones. En 2013 el presidente del Partido Popular en Guipúzcoa, Borja Sémper, aseguró en una entrevista que «Bildu no es ETA». «El futuro de la sociedad vasca, guste o no en determinados sitios, se tiene que construir también con Bildu», señalaba, añadiendo que «Mariano Rajoy y el ministro del Interior», Jorge Fernández Díaz, también manejaban «esta tesis». «Yo estoy dispuesto a hacer un esfuerzo y pasa por entender que en ese futuro estará Bildu [...] por fin vamos a tener la oportunidad de discutir de política con Bildu, y eso es lo que yo quiero». Diez años después, en el contexto de la campaña electoral de las elecciones municipales de España de 2023, realizó declaraciones que contradecían sus palabras de 2013.
El alcalde de Vitoria, del Partido Popular, Javier Maroto, afirmó en 2013: «No me tiemblan las piernas para llegar a acuerdos con nadie», en referencia a Bildu.

## Elecciones forales y municipales de 2011

### Apoyos
Bildu recibió el apoyo de varias personas relacionadas con la cultura vasca mediante su participación en un vídeo musical. Junto con Aitor Gorosabel, participaron en dicho vídeo los versolaris Miren Amuriza y Jon Martin, la actriz Itziar Ituño y el actor Ramon Agirre, Jose Mari Agirretxe Porrotx, el músico Imanol Urbieta, el pintor “Mendi” y el escritor Gari Berasaluze, entre otros.

### Candidaturas
- Juntas Generales de Vizcaya: Figuraron Zuriñe Gainza (independiente) como cabeza de lista por la circunscripción de Bilbao, Irune Soto por Durango-Arratia, Joseba Gezuraga (EA) por Busturia-Uribe, y Asier Vega (Alternatiba) por Encartaciones.
- Ayuntamiento de Bilbao: La encabezó Txema Azkuenaga, abogado en su día de Herritarren Zerrenda y portavoz de la plataforma Adierazi EH, convocante de una marcha prohibida por la Audiencia Nacional en septiembre de 2010. La número dos en la lista es Aitziber Ibaibarriaga, miembro de la asociación Independentistak.[121] La lista la cierra el periodista Antonio Álvarez Solís.[122]
- Juntas Generales de Guipúzcoa: Martín Garitano, exredactor jefe de Egin, exsubdirector de Gara y locutor de la radio Infozazpi, encabezó la lista por San Sebastián y fue finalmente elegido diputado general. Los otros tres cabezas de lista en las circunscripciones a Juntas fueron el exalcalde de Zumaya Iñaki Agirrezabalaga (Deba-Urola), Judit García Llorens (Oria) y Miren Gurutze Baztarrika (Bidasoa-Oiartzun). Aparecen también independientes como Idoia Ormazabal, sindicalista del ámbito de la educación; miembros de EA, como Onintza Lasa; y representantes de Alternatiba, como el actual juntero Ander Rodríguez. En tres circunscripciones las listas fueron encabezadas por independientes, siendo estos los más numerosos. De forma simbólica, el escultor Néstor Basterretxea figuraba como tercer suplente de la lista de Bidasoa.[123]
- Ayuntamiento de San Sebastián: Encabezó la lista el médico Juan Carlos Izagirre, seguido de Josu Mirena Ruiz (EA).
- Juntas Generales de Álava: Por la circunscripción de Vitoria fue encabezada por la profesora Idoia Zapirain Karrika (independiente). Tras ella figuraba Lorena López de Lacalle (EA), que había sido diputada foral de Cultura. En la circunscripción de Ayala el primero fue Gaizka Barañano (EA).
- Ayuntamiento de Vitoria: Encabezaba la lista el profesor de ikastola Kike Fernández de Pinedo (independiente), seguido de Antxon Belakortu, anteriormente concejal de EA.
- Parlamento de Navarra: La lista al Parlamento estaba encabezada por Maiorga Ramírez, secretario general de EA en Navarra y que ya era parlamentario foral (por EA de 2003 a 2007 y por Nafarroa Bai de 2007 a 2011), seguido de la profesora Bakartxo Ruiz (independiente y portavoz de Herritarron Garaia).
- Ayuntamiento de Pamplona: Bildu presentó como candidata a la alcaldía a Eva Aranguren (EA), seguida del expelotari Pedro Martínez de Eulate (independiente).

Pese a las sospechas habidas desde el inicio, en las 257 listas electorales por Bildu y más de 3.500 candidatos, solo dos personas habían estado en candidaturas relacionadas con Batasuna: una en Mañaria y otra en Cegama. Más tarde se anunció que Bildu retiraba sus candidaturas en Arbizu y Lacunza por haber en ellas personas relacionadas con Segi, Askatasuna, HB, HASI, o incluso por haber sido detenidas por su presunta relación con ETA en algún momento; tras retirarse Bildu en dichas localidades solo se presentaron dos agrupaciones de electores encabezados por sus antiguos alcaldes, ambos por ANV en la legislatura anterior.
En Santurce y Alegría de Oria, las agrupaciones locales de EA pidieron su disolución tras el abandono de la mayor parte de sus miembros al denunciar que las listas de Bildu de estos municipios habían sido confeccionadas sin haber sido consultadas y sin incluir miembros de EA en ellas.

### Resultados electorales
| Elecciones y fecha                                       | Votos   | %     | Representantes                  |
| -------------------------------------------------------- | ------- | ----- | ------------------------------- |
| Elecciones al Parlamento de Navarra de 2011              | 42 916  | 13,28 | 7 diputados                     |
| Elecciones municipales de España de 2011                 | 313 231 | 1,39  | 117 alcaldes y 1.170 concejales |
| Elecciones a las Juntas Generales del País Vasco de 2011 | 273 138 | 25,94 | 45 junteros                     |

Tras las elecciones municipales de 2011, Bildu obtuvo 313 231 votos (1,39 %) y 1138 concejales, logrando a su vez 88 ayuntamientos con mayoría absoluta y 25 con mayoría relativa. Por comunidades, en el País Vasco se convirtió en la primera fuerza política por concejales, 953, y la segunda por votos, 276 134 (25,45 %); igualmente logró 74 alcaldías con mayoría absoluta y 22 mayorías relativas. En Navarra obtuvo 37 017 votos (11,63 %) y 184 concejales, siendo la tercera fuerza política en ambos aspectos en la comunidad foral; estos resultados se tradujeron en 14 mayorías absolutas y 3 relativas (a las que hay que sumar las alcaldías de Arbizu, Lacunza, Ituren e Iturmendi conseguidas por Bildu en las elecciones municipales que estos pueblos celebraron el 20 de noviembre, al no haber podido realizarlas el 22 de mayo). Por último, en Castilla y León obtuvo un concejal en la localidad burgalesa de Condado de Treviño. Sus mejores resultados los logró en Guipúzcoa, donde obtuvo 119 537 votos (34,60 %), 441 concejales, 43 mayorías absolutas y 13 relativas (de un total de 88 municipios en la provincia); contando mayorías absolutas y relativas, los resultados se tradujeron en ser la fuerza más votada en el 63,60 % de los municipios guipuzcoanos, destacando la victoria por mayoría relativa en San Sebastián. Además, la mayoría de los municipios restantes de la provincia serían regidos por candidaturas independientes, muchas de ellas próximas ideológicamente a la propia izquierda abertzale, exceptuando cuatro municipios gobernados por el PNV (Elgóibar, Fuenterrabía, Aya y Urnieta), tres por el PSE-EE (Irún, Éibar y Zumárraga) y dos por Aralar (Albístur y Elgueta). En Vizcaya Bildu fue la segunda fuerza más votada, con 124.772 votos (21,31%) y 407 concejales, y en Álava la tercera, con 31.825 votos (20,68%) y 105 ediles.
De esta manera Bildu superó los mejores resultados obtenidos por una formación de izquierda abertzale en unas elecciones municipales, marcado hasta la fecha por Euskal Herritarrok en las de 1999. Entre las localidades ganadas por Bildu destacaron Guernica, Bermeo, Ondárroa, Llodio, Hernani, Rentería, Andoáin, Zarauz, Tolosa, Pasajes, Zumaya, Mondragón y San Sebastián. En el acto de celebración de los resultados en San Sebastián, el portavoz de Bildu Pello Urizar afirmó que éstos significaban un "paso adelante hacia la pacificación y normalización de Euskal Herria" y aventuró que se estaba "en el comienzo de un ciclo nuevo" y que se había dado "un paso de gigante en el cambio político y social en Euskal Herria y en el camino hacia la soberanía y hacia una sociedad justa". En dicho acto también participaron Martín Garitano, candidato a las Juntas de Guipúzcoa, y Marian Beitialarrangoitia, exalcaldesa de Hernani por Acción Nacionalista Vasca (ANV); entre los asistentes se encontraban los dirigentes de la ilegalizada Batasuna Joseba Álvarez, Joseba Permach, Rufi Etxeberria, Jone Goirizelaia, Rafael Díez Usabiaga y Miren Legorburu.
En cuanto a los resultados en las elecciones a las Juntas Generales, Bildu logró 31.998 votos (20,96 %) y 11 procuradores en las Juntas Generales de Álava (tercera fuerza política), 122 056 votos (21,00 %) y 12 apoderados en las de Vizcaya (segunda fuerza política) y 119 094 votos (34,65 %) y 22 junteros en las de Guipúzcoa (primera fuerza política).
En las elecciones al Parlamento de Navarra obtuvo 42 916 votos (13,28 %) y siete diputados, tres de ellos miembros de Eusko Alkartasuna (Maiorga Ramírez, Koldo Amezketa y Fernando Ibiltzieta Olleta), dos de Herritarron Garaia (Bakartxo Ruiz Jaso y Aitziber Sarasola Jaca) y dos independientes (Bikendi Barea Aiestaran y Víctor Rubio Martínez).

## Elecciones generales de 2011
De cara a las elecciones generales de 2011 la Izquierda Abertzale, Eusko Alkartasuna y Alternatiba manifestaron su intención de concurrir a dichas elecciones. Para ello propusieron la creación de un frente soberanista junto al PNV y Aralar. El PNV rechazó dicha oferta. Mientras, Aralar ya tenía intención de plantear una coalición con Bildu y Sortu en su próximo Congreso, planteando una candidatura para el Senado que incluyera también al PNV y que se hubiera llamado Euskal Herria Bai como su homóloga francesa. Dicha propuesta de Bildu de un frente soberanista ya fue contemplada en 2003 dentro de la Propuesta de Bergara presentada por los dirigentes de la ilegalizada Batasuna Arnaldo Otegi y Rafael Díez Usabiaga.
El 3 de septiembre de 2011 la Asamblea General de Aralar decidió con un 61 % de votos a favor presentarse a las elecciones generales en coalición con los integrantes de Bildu (EA, Alternatiba y los independientes abertzales) en Navarra y en el País Vasco. Aralar y Eusko Alkartasuna propusieron a los otros socios de Nafarroa Bai que esta coalición se presentase con Bildu, pero el Partido Nacionalista Vasco y los independientes agrupados en Zabaltzen no aceptaron esta unión, y anunciaron que presentarían su propia candidatura, Geroa Bai.
Finalmente el nombre que adoptó la coalición de la izquierda abertzale con Aralar, Eusko Alkartasuna y Alternatiba fue Amaiur.

## Polémicas
Durante el verano de 2011 varios medios de comunicación se hicieron eco de algunos hechos polémicos. 
Escoltas en edificios públicos
En Andoáin, el gobierno de Bildu prohibió la entrada en los edificios públicos a los escoltas de concejales (del PP y PSE), así como la retirada de los arcos detectores de seguridad de la entrada del Ayuntamiento. Este hecho fue criticado por PP, PSE y UPyD, mientras el Partido Nacionalista Vasco lo consideró «un paso más hacia la normalización».
Bildu calificó de «teatro» la polémica y afirmó que el anterior alcalde del PSE «tampoco dejaba entrar a los escoltas». Más tarde, la alcaldesa Ane Carrere llegó a un acuerdo con los concejales del PSE-EE y el del PP, después de que estos accedieran a negociar «vista la buena intención con la que se hizo», que un escolta pudiera revisar el despacho del concejal antes de que entrara.
Símbolos
El alcalde de San Sebastián Juan Carlos Izagirre mandó retirar las cinco banderas colocadas en la Sala de Recepciones y el retrato del Rey del ayuntamiento, bajo el argumento de que «no es un símbolo que represente a la mayoría de donostiarras». Si bien, desde el Gobierno Vasco se restó importancia a este hecho que ya se había producido con anterioridad en otros ayuntamientos.
En Lizarza, donde además se prohibió el acceso a determinados periodistas y se colocó una pancarta a favor de los presos políticos vascos en el balcón del ayuntamiento, se retiró la bandera española
Fiestas
También fue polémico el cambio del programa de las fiestas de la Semana Grande, por el cual se cambiaron los conciertos de Melocos y La Mala Rodríguez por los grupos euskaldunes Berri Txarrak y Su Ta Gar, cuyo cantante compuso una canción de apoyo a Bildu para la pasada campaña electoral.
En agosto de 2011, al inicio las fiestas patronales de Vitoria el grupo municipal de Bildu invitó a la balconada municipal, junto a sus dirigentes Peio Urizar, Oskar Matute, Juan Carlos Izagirre y Martín Garitano, a miembros de Senideak, asociación de familiares de presos de la banda terrorista ETA, y a Iñaki Olalde, miembro de la Mesa Nacional de Batasuna. Durante dicho acontecimiento, el presidente del Partido Popular del País Vasco Antonio Basagoiti se negó a saludar al alcalde de San Sebastián Juan Carlos Izagirre manifestándole a continuación que «No te voy a saludar hasta que tus socios entreguen las armas». El mes siguiente, la polémica se volvió a repetir en San Sebastián con un escenario opuesto, tras un brindis entre el alcalde de la ciudad y dos concejales del PP. Esteban González Pons pidió perdón y aseguró que el gesto no representaba al PP. 
Diputación Foral de Guipúzcoa
También tuvo repercusión en algunos medios el hecho de que en el equipo de gobierno hubiese personas que habían desempeñado cargos por organizaciones ilegalizadas de izquierda abertzale, como el rumor (finalmente desmentido) de que el responsable de la hacienda foral sería Xabier Olano, exportavoz de Herri Batasuna y Euskal Herritarrok en las Juntas Generales de Guipúzcoa, o que el jefe del Gabinete del Diputado General sea Iñaki Errazkin, exalcalde de Azpeitia por ANV, el titular de Medio Ambiente Juan Carlos Alduntzin, exalcalde de Pasajes por EH, y Marian Beitialarrangoitia, exregidora de Hernani de ANV como responsable de comunicación. En San Sebastián el alcalde Juan Carlos Izagirre cuenta entre sus asesores con Josetxo Ibazeta, exedil de EH y su jefe de gabinete Aitor Ibero, abogado de presos de ETA.
Fuerzas de seguridad del Estado
El 25 de mayo de 2011 Pello Urizar (Secretario General de Eusko Alkartasuna y uno de los portavoces de la coalición) propuso la retirada del Ejército, Guardia Civil y Policía Nacional del País Vasco, alegando que «la mayoría social de Euskal Herria no se siente identificada ni por las Fuerzas de Seguridad del Estado ni por el Ejército» y proponiendo que «con total tranquilidad» se replieguen de forma progresiva.
Violencia
El 29 de mayo de 2011 el alcalde de Lasarte-Oria, Pablo Barrio, anunció que había recibido una carta en la que se amenazaba de muerte al alcalde y se supone que a todos los integrantes de Bildu. La carta, que estaba firmada bajo seudónimo, finalizaba con un «Arriba España» y «Contra ETA, metralleta». Dichas amenazas fueron condenadas por el PSE-EE, remarcando que « también nos hubiera gustado recibir los apoyos de quienes hoy han sido objeto de este ataque y estas amenazas».
El 1 de agosto de 2011 el Diputado General de Guipúzcoa Martín Garitano se sumó en Azpeitia a un acto a favor de los presos de ETA, reclamando la derogación de la doctrina Parot, el fin de la dispersión los presos y la legalización de Sortu. También recibió en el palacio foral a un grupo de jóvenes que estaban siendo juzgados por la Audiencia Nacional por pertenecer a Segi Igualmente, el 4 de agosto declaró que «llegará un día en que habrá que reflexionar sobre el dolor causado», refiriéndose a las víctimas de ETA, si bien opinó que ese momento aún no ha llegado.
También fue relevante su condena al ataque al monumento homenaje en Tolosa a Juan Mari Jáuregui, ex gobernador civil asesinado por ETA, así como la asistencia de miembros de Bildu a homenajes de víctimas de ETA, aunque sin exigir el fin de la banda.
Documental sobre presos
En junio de 2012 se anunció que el Ayuntamiento de San Sebastián, gestionado por Bildu, subvencionaría con 9000 euros el documental Barrura begiratzeko leihoak (Ventanas al interior) sobre la vida de cinco presos vascos, algunos de ellos miembros de ETA, como su exjefe Mikel Antza. PP, PSE y PNV mostraron su rechazo y el Ministro de Interior manifestó que dicho apoyo al mencionado documental podría presentarse como causa para iniciar un proceso de ilegalización de Bildu, como modo de apoyo y ensalzamiento del terrorismo. Tras ello, la productora del documental renunció a dicha subvención, así como a cualquier otra ayuda de la Administración pública; por lo que el gobierno municipal dejó sin efecto la tramitación de la ayuda. Paralelamente, sesenta artistas vascos firmaron un manifiesto en apoyo al filme y en defensa de la libertad de expresión, en el que criticaron la decisión de anular la subvención y la «censura» a la que se vio sometido el proyecto. La productora finalmente optó por financiar el filme mediante aportaciones particulares, llegando a recaudar 40 000 euros de esta manera.
Incidente de Josetxo Ibazeta
El 11 de julio de 2012 se publicó un vídeo en el cual Josetxo Ibazeta, asesor y secretario personal del alcalde de San Sebastián Juan Carlos Izagirre tuvo un incidente con un grupo de jóvenes que volvían el 1 de julio de celebrar la victoria de España en la Eurocopa de 2012 con una bandera de España por las calles de San Sebastián. Según los jóvenes (uno de ellos, Gloria Vázquez, concejala del PSOE de Zarauz, y otro, Aitor Azpeitia exconcejal del mismo partido también en Zarauz), Ibazeta profirió un grito de «¡Gora ETA militarra»! («¡Viva ETA militar!»), tras el cual se encararon y comenzaron a grabarle en un vídeo donde se le observa repetir la expresión. Asimismo los jóvenes declararon que Ibazeta utilizó reiteradamente el gesto de apuntarles con su mano derecha, simulando una pistola, para posteriormente espetarles «Voy a sacar la pistola y os voy a dar dos tiros», aunque de ello no quedó constancia en el vídeo. Tras la publicación de dicho vídeo, Juan Carlos Izagirre calificó los incidentes de «inaceptables» y Josetxo Ibazeta presentó su dimisión. Pese a ello el Gobierno manifestó que instaría a la Fiscalía a actuar contra Josetxo Ibazeta.
Finalmente, en junio de 2013 la Audiencia Nacional le absolvió del delito de amenazas terroristas por el que fue juzgado, al no existir pruebas de estos hechos en las imágenes grabadas y resultar contradictorias e incongruentes las declaraciones de los testigos, enmarcando los hechos en el «contexto bronco, callejero y tabernario» tras la victoria en la Eurocopa. La sentencia relata que Azpeitia, cuando se cruzó con Ibaceta y sus amigos, «de improviso y sin que conste acreditado el motivo», se dio la vuelta, sacó su teléfono móvil y comenzó a increpar al exasesor de Bildu llamándole «gudari» y preguntándole qué había gritado. Ibaceta no realizó ninguna «provocación» a los aficionados de España, según el tribunal, aunque les respondió: «¡Gora ETA militarra!».
Violencia de género
En julio de 2012, Bildu apartó al concejal de su partido en Barrica Heriberto Lago-Lekue, incurso en un procedimiento judicial penal en el que se le acusaba de un delito de violencia de género habiéndosele impuesto medidas cautelares. Según el comunicado de la coalición, Bildu «está totalmente en contra de la violencia de género y que no se limita a condenarla sin más, sino que tiene una actitud proactiva frente a la misma».